# Vissac-Auteyrac
 Vissac-Auteyrac  es una población y comuna francesa, situada en la región de Auvernia, departamento de Alto Loira, en el distrito de Brioude y cantón de Langeac.

## Demografía
| 488 | 461 | 404 | 379 | 284 | 299 |
| Para los censos de 1962 a 1999 la población legal corresponde a la población sin duplicidades (Fuente: INSEE [Consultar]) |     |     |     |     |     |